# Piper sylvestre
Piper sylvestre là một loài thực vật có hoa trong họ Hồ tiêu. Loài này được Lam. miêu tả khoa học đầu tiên.